# (5652) Амфимах
(5652) Амфимах (лат. Amphimachus, др.-греч. Ἀμφίμαχος) — типичный троянский астероид Юпитера, движущийся в точке Лагранжа L4, в 60° впереди планеты. Астероид был открыт 24 апреля 1992 года американскими астрономами Кэролин и Юджином Шумейкер в Паломарской обсерватории и назван в честь Амфимаха, одного из героев Троянской войны.

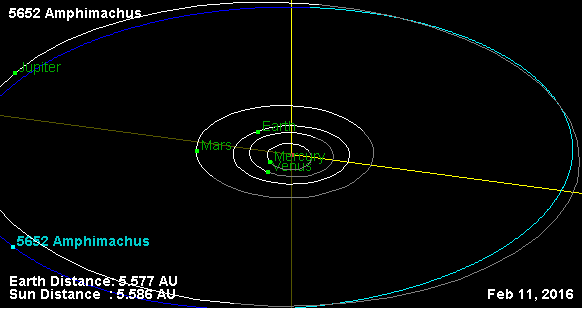
Орбита астероида Амфимах и его положение в Солнечной системе